# 普里奥拉森林公园
普里奥拉森林公园（英語：Pureora Forest Park）是位于新西兰北岛的保护区，面积760-平方（290-平方英里）。这片富饶的雨林里生长了丰富的千年罗汉松，公园也被誉为“世界上最好的雨林之一”。在历经一系列的抗议和坐树活动后，普里奥拉森林公园于1978年修建完成，它是北岛最大的完整原始森林之一，由于植物和动物栖息地的多样性丰富，因而公园具有很高的保护价值。新西兰最大的桃柘罗汉松位于公园附近的私人土地上。

## 历史
20世纪70年代末，环保活动家斯蒂芬·金、雪莉·吉尔福德（Shirley Guildford）和其他人在现普里奥拉森林公园发起了反伐木的抗议活动。他们使用了一种新颖的方式——在树梢上搭建平台，坐在上面抗议森林里的伐木活动。他们的努力最终一箭三雕：公园于1978年得以建立；新西兰政府更改了相关规定，以满足抗议者永久停止伐木活动的要求；成立了天然森林恢复信托基金，确保公园会将一些区域开发为现在的状态。在吉尔福德的努力下，其中一片用当地树种恢复的林区在1988年她去世后被命名为“雪莉·吉尔福德树林”。

## 旅游
野营、野餐、游泳和山地自行车（例如2013年开放的木材小路）在公园内很受欢迎。自1987年以来，普里奥拉森林公园狩猎比赛吸引了大批猎人前来。
|  |  |  |  |